# 小行星2661
小行星2661（2661 Bydžovský）是一颗绕太阳运转的小行星，为主小行星带小行星。该小行星于1982年3月23日发现。
該小行星以捷克數學家博胡米爾·比佐夫斯基命名。

## 轨道参数
小行星2661的轨道半长轴为3.0247422 UA，离心率为0.097。